# Planigale maculata
Planigale maculata là một loài động vật có vú trong họ Dasyuridae, bộ Dasyuromorphia. Loài này được Gould mô tả năm 1851.

## Hình ảnh

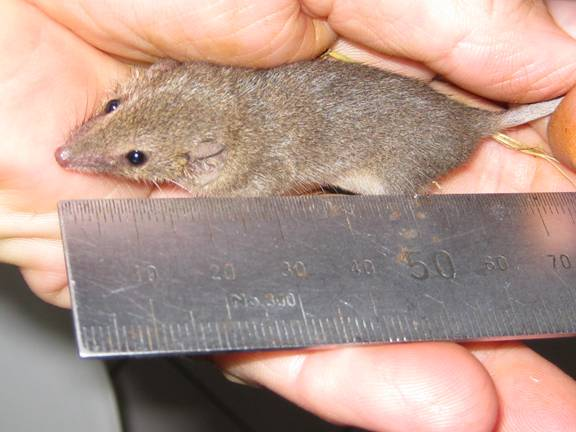